# Mongiardino Ligure
Mongiardino Ligure é uma comuna italiana da região do Piemonte, província de Alexandria, com cerca de 204 habitantes. Estende-se por uma área de 29,19 km², tendo uma densidade populacional de 7 hab/km². Faz fronteira com Cabella Ligure, Carrega Ligure, Isola del Cantone (GE), Roccaforte Ligure, Rocchetta Ligure, Vobbia (GE).

## Demografia
| Variação demográfica do município entre 1861 e 2011                               |
|                                                                                   |
| Fonte: Istituto Nazionale di Statistica (ISTAT) - Elaboração gráfica da Wikipedia |